# Emmanuel Adebayor
Emmanuel Sheyi Adebayor (Lomé, 26 de fevereiro de 1984) é um ex-futebolista togolês que atuava como centroavante.
Atacante de área e com faro de gol, tinha como principais características a força física, o bom cabeceio, a finalização e o espírito coletivo. Considerado o maior jogador da história da Seleção Togolesa, Adebayor chegou a anunciar a aposentadoria dela após o ataque terrorista de 2010, mas voltou atrás e voltou a defender as cores de Togo em novembro de 2011. Pela Seleção, figurou no elenco que disputou a Copa do Mundo FIFA de 2006, realizada na Alemanha, a estreia do pequeno país em Mundiais.

## Carreira
Adebayor tem raízes iorubás, uma das principais etnias da Nigéria, de onde vieram seus pais. O atacante começou sua carreira profissional em um acampamento de treinamento em Lomé, capital do Togo. Foi contratado pelo Metz em 1999, e depois de dois anos jogando no Sub-17 da equipe francesa, foi promovido ao time profissional. Em sua primeira temporada, ele disputou nove jogos e fez dois gols. Na temporada 2002–03, Adebayor marcou 17 vezes em 35 jogos, chamando assim a atenção de grandes clubes europeus como Arsenal e Juventus.
Porém, assinou com o Monaco em 2003. Ele marcou sete vezes em 17 jogos na temporada 2003–04, ajudando o clube francês a chegar na final da Liga dos Campeões da UEFA, onde terminaram com o vice após perderem por 3 a 0 para o Porto. Adebayor marcou dois gols em dez 10 partidas na competição.

### Arsenal

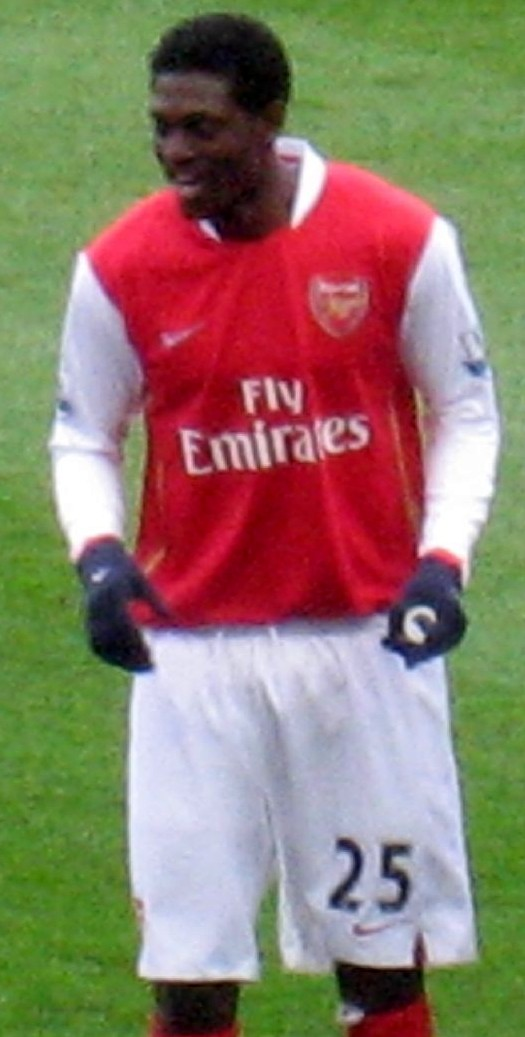
Adebayor pelo Arsenal em 2008

Foi contratado pelo Arsenal no dia 13 de janeiro de 2006, por 3 milhões de libras. Logo em sua estreia na Premier League, na vitória por 2 a 0 contra o Birmingham City, o atacante marcou aos 21 minutos do 1º tempo. Ao término da primeira temporada, tendo marcado quatro gols em dez partidas, Adebayor não atuou na final da Liga dos Campeões da UEFA, onde os Gunners acabaram derrotados pelo Barcelona por 2 a 1.
O atacante se firmou de vez no Arsenal na temporada 2006–07, atuando ao lado do francês Thierry Henry. No dia 17 de setembro de 2006, Adebayor marcou na vitória de 1 a 0 contra o rival Manchester United, em jogo realizado no Old Trafford. O português Cristiano Ronaldo perdeu a posse da bola para Cesc Fàbregas, que logo cruzou para Adebayor bater sem chances para o goleiro Tomasz Kuszczak. Já no dia 8 de novembro, o centroavante marcou o único gol na final da Copa da Inglaterra, garantindo o triunfo contra o Everton. Voltou a ter boa atuação no dia 2 de dezembro, ao marcar o primeiro gol na vitória por 3 a 0 em cima do Tottenham, válida pela Premier League. Já no dia 13 de dezembro, Adebayor mais uma vez demonstrou sua habilidade e deu a vitória ao Arsenal por 1 a 0 contra Wigan. No dia 16 de dezembro, o atacante deu, mais uma vez, a vitória ao Arsenal, dessa vez por 2 a 0, contra o Portsmouth; ele marcou após receber um excelente cruzamento do brasileiro Gilberto Silva. O togolês teve grande atuação no dia 23 de dezembro, na goleada por 6 a 2 em cima do Blackburn. Mesmo sem marcar, foi peça fundamental no ataque e deu duas assistências na partida, uma para Alexander Hleb e outra para Robin van Persie. Adebayor voltou a balançar as redes na semifinal da Copa da Liga Inglesa; o atacante recebeu cruzamento do meia Tomáš Rosický e finalizou de primeira, num belo chute, marcando um golaço.
Ele foi nomeado o Futebolista Africano do Ano em 2008, em prêmio dado pela Confederação Africana de Futebol. Um ano antes, havia recebido o prêmio de mesmo nome, porém entregue pela BBC.

#### Canção
Os torcedores do Arsenal fizeram uma canção para Adebayor, que era usada frequentemente ao canto de "Ade-bay-or, Ade-bay-or". Após a saída do clube londrino, porém, os torcedores do clube adquiriram ódio pelo jogador, que chegou a provocá-los após marcar um gol sobre o Arsenal, atuando pelo Manchester City.

### Manchester City

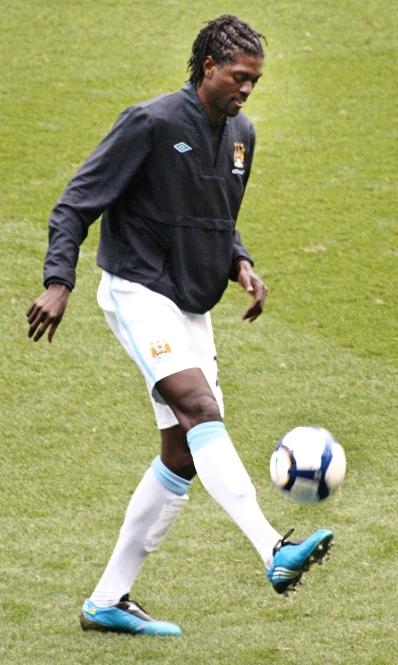
Adebayor no Manchester City em 2009

Foi anunciado pelo Manchester City no dia 18 de julho de 2009, por uma taxa de transferência de aproximadamente 25 milhões de libras (29 milhões de euros). O atacante assinou com os Citizens por cinco temporadas.
Marcou seu primeiro gol pela nova equipe no dia 15 de agosto, na vitória de 2 a 0 contra o Blackburn, fora de casa. Voltou a balançar as redes no dia 22 de agosto, na vitória de 1 a 0 contra o Wolverhampton, onde atuou ao lado do argentino Carlos Tévez. Marcou seu terceiro gol pela equipe no triunfo por 1 a 0 contra o Portsmouth. Marcou seu quarto gol em cima de seu ex-clube, o Arsenal, na vitória do City por 4 a 2, realizada no City of Manchester Stadium. Nesta partida, o atacante Van Persie o acusou de ter chutado seu rosto, e Adebayor foi punido por três partidas. O togolês também foi duramente criticado por provocações que fez à torcida do Arsenal, chegando a atravessar todo o gramado para ir comemorar o gol do City em frente à torcida adversária. Dias depois, Adebayor pediu desculpas publicamente à torcida dos Gunners. O treinador Mark Hughes sugeriu que Adebayor fez isto porque queria ser amado pela torcida do Manchester City.
Após a chegada do técnico Roberto Mancini na temporada 2010–11, Adebayor passou a ter poucas chances como titular. O togolês enfrentou uma grande concorrência no ataque, que contava com Carlos Tévez, Mario Balotelli e Edin Džeko. Ainda assim, marcou cinco gols em 14 partidas.

### Real Madrid
Insatisfeito com a reserva no City, Adebayor foi anunciado como reforço do Real Madrid no dia 25 de janeiro de 2011, assinando por empréstimo até o final da temporada. Marcou seu primeiro gol dias depois, na vitória por 2 a 0 sobre o Sevilla, válida pela Copa do Rei. Curiosamente, esse tento foi o gol de número 5 mil do Real Madrid em partidas como mandante. Voltou a balançar as redes no dia 6 de fevereiro, marcando o último da goleada por 4 a 1 sobre a Real Sociedad, seu primeiro gol na La Liga.

### Tottenham

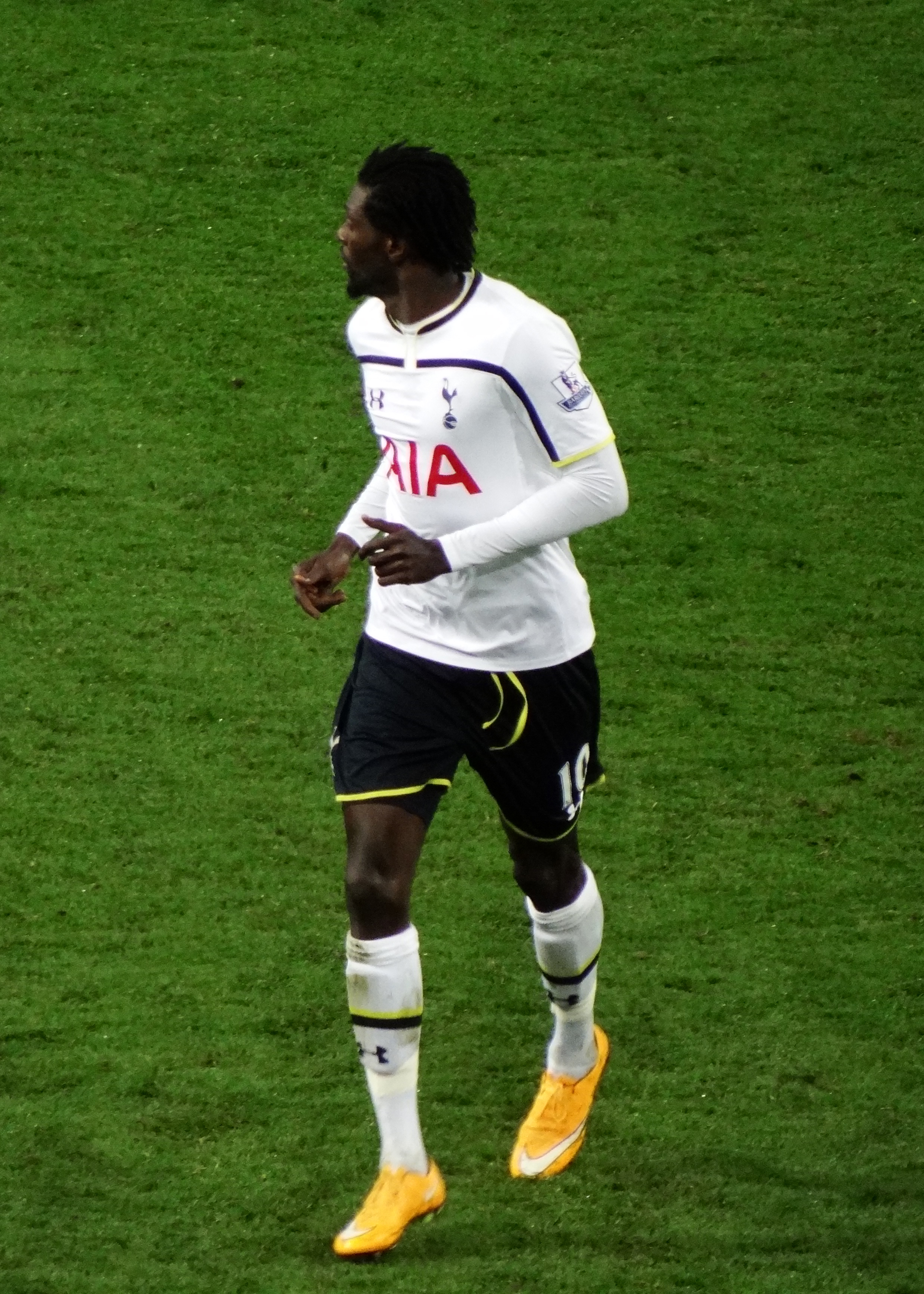
Adebayor atuando pelo Tottenham em 2014

No dia 25 de agosto de 2011, foi confirmado um novo empréstimo de Adebayor, desta vez ao Tottenham Hotspur, principal arquirrival do clube onde alcançou o auge de sua carreira, o Arsenal. O empréstimo durou até o fim da temporada 2010–11, e neste período Adebayor firmou-se como o principal artilheiro dos Spurs na Premier League, com 17 gols em 33 jogos, além de mais um gol pela Copa da Inglaterra.
O bom desempenho no período emprestado fez com que o Tottenham aceitasse pagar mais cinco milhões de libras ao Manchester City, dono do passe de Adebayor, no fim da temporada. A transferência em definitivo do jogador foi concluída no dia 21 de agosto de 2012. No dia 14 de março de 2013, contra a Internazionale, marcou na prorrogação o gol que garantiu a classificação do Tottenham para as quartas de final da Liga Europa da UEFA. Voltou a balançar as redes no dia 8 de maio, ao marcar no empate de 2 a 2 contra o Chelsea, em jogo válido pela Premier League. Já no dia 12 de maio, Adebayor marcou o gol da vitória de 2 a 1 contra o Stoke City por 2 a 1 em  de 2013, novamente pela Premier League.

### Olimpia
Foi anunciado como novo reforço do Olimpia, do Paraguai, no dia 7 de fevereiro de 2020. O centroavante Roque Santa Cruz, seu ex-companheiro de Manchester City, ajudou nas negociações.
No dia 11 de março, em partida válida pela Copa Libertadores contra a equipe do Defensa y Justicia, foi expulso após acertar um pontapé não intencional em um adversário. Na ocasião, o Olimpia venceu por 2 a 1. Já no dia 30 de junho, após cinco meses atuando no Paraguai, rescindiu seu contrato e deixou o clube.

### Aposentadoria
Depois de ter atuado dois anos pelo Semassi, clube do seus país natal, Adebayor comunicou oficialmente sua aposentadoria no dia 21 de março de 2023. O atacante declarou num pronunciamento de despedida:
| “ | Dos altos aos baixos, minha carreira como atleta profissional foi uma jornada incrível. Obrigado aos meus fãs por estarem lá a cada passo do caminho. Estou me sentindo muito grato por tudo e animado com o que está por vir! | ” |

## Seleção Nacional

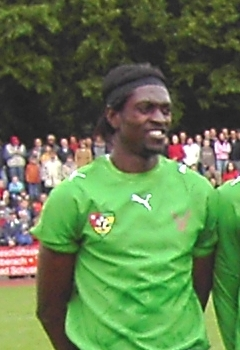
Adebayor com a Seleção Togolesa em 2006

Adebayor foi fundamental para classificar a Seleção Togolesa para a Copa do Mundo FIFA de 2006, realizada na Alemanha. O atacante marcou 11 gols nas Eliminatórias Africanas.
A primeira ação dele foi classificar o Togo para a Copa das Nações Africanas de 2006, onde foi apenas um reserva no primeiro jogo de sua seleção. Após a partida, Adebayor teve um desentendimento com o treinador, pelo fato de ter começado no banco, e primeiro prometeu deixar a seleção e retornar para casa, embora mais tarde ele tenha voltado a treinar com a equipe. O Togo foi eliminado na primeira fase do torneio, após perder todas as três partidas.
No dia 11 de outubro de 2008, ele marcou quatro gols na goleada togolesa por 6 a 0 sobre a Suazilândia durante as Eliminatórias Africanas para a Copa do Mundo FIFA de 2010.

### Ataque terrorista
No dia 8 de janeiro de 2010, Adebayor e seus companheiros de Seleção Togolesa foram vítimas de um ataque terrorista de um grupo rebelde angolano, quando se dirigiam ao local em que a equipe se hospedaria para a Copa Africana de Nações. O ônibus da delegação foi metralhado próximo da fronteira do país. O grupo rebelde de Cabinda, que briga pela independência da região, assumiu a autoria do atentado. O motorista do ônibus morreu, e dois jogadores ficaram feridos. No dia seguinte ao atentado, a delegação togolesa decidiu por abandonar o torneio.

### Aposentadoria
No dia 12 de abril de 2010, após o violento ataque terrorista que presenciou com a Seleção Togolesa, Emmanuel Adebayor anunciou oficialmente sua aposentadoria da equipe nacional.
| “                                                                               | Como consequência dos trágicos acontecimentos que ocorreram em janeiro durante a Copa Africana de Nações, nos quais dois de meus compatriotas foram assassinados por terroristas em Angola, tomei esta decisão muito difícil, de me retirar em nível internacional. Sigo sempre atormentado pelos acontecimentos horríveis de que fui testemunha naquele meio-dia no ônibus do time do Togo. É um momento que nunca esquecerei e não quero jamais voltar a viver. | ” |
| — Adebayor, a respeito de sua aposentadoria da Seleção após o ataque terrorista | |   |

### Retorno à Seleção
Adebeyor posteriormente retornou à Seleção em novembro de 2011, após ter recebido garantias da Federação de Togo em matéria de segurança. O atacante voltou a atuar na vitória por 1 a 0 sobre Guiné-Bissau, em jogo válido pelas Eliminatórias da Copa do Mundo FIFA de 2014.

## Estatísticas
Atualizadas até 21 de agosto de 2012

### Clubes
| Clube             | Temporada         | Liga  | Liga | Liga    | Copa  | Copa | Copa    | Competições europeias | Competições europeias | Competições europeias | Total | Total | Total   |
| Clube             | Temporada         | Jogos | Gols | Assist. | Jogos | Gols | Assist. | Jogos                 | Gols                  | Assist.               | Jogos | Gols  | Assist. |
| ----------------- | ----------------- | ----- | ---- | ------- | ----- | ---- | ------- | --------------------- | --------------------- | --------------------- | ----- | ----- | ------- |
| Metz              | 2001–02           | 10    | 2    | —       | 1     | 0    | —       | —                     | —                     | —                     | 11    | 2     | —       |
| Metz              | 2002–03           | 34    | 13   | —       | 8     | 4    | —       | —                     | —                     | —                     | 42    | 17    | —       |
| Metz              | Total             | 44    | 15   | —       | 9     | 4    | —       | —                     | —                     | —                     | 53    | 19    | —       |
| Monaco            | 2003–04           | 31    | 8    | —       | 4     | 0    | —       | 9                     | 0                     | —                     | 44    | 8     | —       |
| Monaco            | 2004–05           | 34    | 9    | —       | 6     | 3    | —       | 10                    | 2                     | —                     | 50    | 14    | —       |
| Monaco            | 2005–06           | 13    | 1    | 1       | 1     | 0    | —       | 7                     | 3                     | 3                     | 21    | 4     | 4       |
| Monaco            | Total             | 78    | 18   | —       | 11    | 3    | —       | 26                    | 5                     | —                     | 115   | 26    | —       |
| Arsenal           | 2005–06           | 13    | 4    | 4       | 0     | 0    | 0       | 0                     | 0                     | 0                     | 13    | 4     | 4       |
| Arsenal           | 2006–07           | 29    | 8    | 6       | 7     | 4    | 0       | 8                     | 0                     | 0                     | 44    | 12    | 6       |
| Arsenal           | 2007–08           | 36    | 24   | 4       | 3     | 3    | 0       | 9                     | 3                     | 1                     | 48    | 30    | 5       |
| Arsenal           | 2008–09           | 26    | 10   | 5       | 2     | 0    | 0       | 9                     | 6                     | 2                     | 37    | 16    | 7       |
| Arsenal           | Total             | 104   | 46   | 19      | 12    | 7    | 0       | 26                    | 9                     | 3                     | 142   | 62    | 22      |
| Manchester City   | 2009–10           | 26    | 14   | 5       | 5     | 0    | 1       | —                     | —                     | —                     | 31    | 14    | 6       |
| Manchester City   | 2010–11           | 8     | 1    | 0       | 0     | 0    | 0       | 6                     | 4                     | 0                     | 14    | 5     | 0       |
| Manchester City   | Total             | 34    | 15   | 5       | 5     | 0    | 1       | 6                     | 4                     | 0                     | 45    | 19    | 6       |
| Real Madrid       | 2010–11           | 14    | 5    | 0       | 2     | 1    | 0       | 6                     | 2                     | 0                     | 22    | 8     | 0       |
| Real Madrid       | Total             | 14    | 5    | 0       | 2     | 1    | 0       | 6                     | 2                     | 0                     | 22    | 8     | 0       |
| Tottenham         | 2011–12           | 33    | 17   | 11      | 4     | 1    | 1       | 0                     | 0                     | 0                     | 37    | 18    | 12      |
| Tottenham         | 2012–13           | 0     | 0    | 0       | 0     | 0    | 0       | 0                     | 0                     | 0                     | 0     | 0     | 0       |
| Tottenham         | Total             | 33    | 17   | 11      | 4     | 1    | 1       | 0                     | 0                     | 0                     | 37    | 18    | 12      |
| Total na carreira | Total na carreira | 307   | 116  | 36      | 43    | 16   | 2       | 64                    | 20                    | 6                     | 414   | 152   | 44      |

## Títulos

### Títulos oficiais
Real Madrid
- Copa do Rei: 2010–11

### Títulos não-oficiais
Arsenal
- Copa Emirates: 2007
- Torneio de Amsterdã: 2007 e 2008

Manchester City
- Troféu Joan Gamper: 2009

Real Madrid
- Troféu Santiago Bernabéu: 2011

### Campanhas de destaque
Monaco
- Finalista da Liga dos Campeões da UEFA: 2003–04

Arsenal
- Finalista da Copa da Liga Inglesa: 2006–07

Crystal Palace
- Finalista da Copa da Inglaterra: 2015–16

### Prêmios individuais
- Jogador togolês do ano: 2005, 2006, 2007 e 2008
- Futebolista Africano do Ano pela BBC: 2007
- Gol da temporada na Premier League: 2007–08
- Time do ano da PFA: 2007–08
- Futebolista Africano do Ano: 2008